# 한국여자프로농구 2018-19
우리은행 2018-19 한국여자프로농구는 한국여자프로농구의 28번째 시즌이다. 정규리그가 2018년 11월 3일 개막하였으며, 2019년 3월 10일까지 진행되었다. 플레이오프 및 챔피언 결정전은 2019년 3월 14일부터 3월 25일까지 진행되었다. 올스타전은 2019년 1월 6일 서울특별시 장충체육관에서 개최되었다.

## 변경된 점
- 외국인 선수 보유와 출전 규정이 변경되었다. 보유 규정이 기존 2명 보유에서 1명 보유로 변경되었고, 재계약 제도가 폐지되었다.[1] 출전 규정은 기존 1, 2, 4세트 1명, 3세트 2명 출전에서 1, 3, 4세트에만 외국인 선수가 출전하도록 변경되었다.
- 2017-18 시즌을 끝으로 KDB생명이 재정악화로 구리 KDB생명 위너스의 운영을 포기하였다. 이후 WKBL이 위탁 운영하며, 시즌 시작 직전 OK저축은행의 네이밍 스폰서를 받아 수원 OK저축은행 읏샷으로 팀명을 변경하여 참가했다.

### 참가 팀
| 팀명                   | 연고지 | 홈경기장               | 좌석수 |
| ---------------------- | ------ | ---------------------- | ------ |
| 용인 삼성생명 블루밍스 | 용인   | 용인실내체육관         | 1,914  |
| 인천 신한은행 에스버드 | 인천   | 도원실내체육관         | 3,300  |
| OK저축은행 읏샷        | 수원   | 서수원칠보체육관       | 4,400  |
| 아산 우리은행 위비     | 아산   | 이순신빙상장실내체육관 | 3,300  |
| 청주 KB 스타즈         | 청주   | 청주체육관             | 4,180  |
| 부천 KEB하나은행       | 부천   | 부천실내체육관         | 6,400  |

## 선수 변화

### 은퇴
| 선수   | 마지막 소속팀          |
| ------ | ---------------------- |
| 김연주 | 인천 신한은행 에스버드 |
| 박소영 | 인천 신한은행 에스버드 |
| 박언주 | 부천 KEB하나은행       |
| 신재영 | 용인 삼성생명 블루밍스 |
| 우수진 | 구리 KDB생명 위너스    |
| 이은혜 | 아산 우리은행 위비     |
| 최세영 | 부천 KEB하나은행       |
| 허윤자 | 용인 삼성생명 블루밍스 |

### 자유계약
대상 선수 18명 가운데 14명(1차 10명, 2차 3명, 3차 1명)이 계약하였고, 4명은 은퇴하였다.
| 선수   | 계약일   | 새 소속팀              | 이전 소속팀            | 참고        |
| ------ | -------- | ---------------------- | ---------------------- | ----------- |
| 조은주 | 4월 13일 | 구리 KDB생명 위너스    | 구리 KDB생명 위너스    | [ 2 ] [ 3 ] |
| 한채진 | 4월 13일 | 구리 KDB생명 위너스    | 구리 KDB생명 위너스    | [ 2 ] [ 3 ] |
| 강이슬 | 4월 13일 | 부천 KEB하나은행       | 부천 KEB하나은행       | [ 2 ] [ 3 ] |
| 김단비 | 4월 13일 | 부천 KEB하나은행       | 부천 KEB하나은행       | [ 2 ] [ 3 ] |
| 백지은 | 4월 13일 | 부천 KEB하나은행       | 부천 KEB하나은행       | [ 2 ] [ 3 ] |
| 박혜진 | 4월 13일 | 아산 우리은행 위비     | 아산 우리은행 위비     | [ 2 ] [ 3 ] |
| 임영희 | 4월 13일 | 아산 우리은행 위비     | 아산 우리은행 위비     | [ 2 ] [ 3 ] |
| 최희진 | 4월 13일 | 용인 삼성생명 블루밍스 | 용인 삼성생명 블루밍스 | [ 2 ] [ 3 ] |
| 유승희 | 4월 13일 | 인천 신한은행 에스버드 | 인천 신한은행 에스버드 | [ 2 ] [ 3 ] |
| 김보미 | 4월 13일 | 청주 KB 스타즈         | 청주 KB 스타즈         | [ 4 ]       |
| 고아라 | 4월 23일 | 부천 KEB하나은행       | 용인 삼성생명 블루밍스 | [ 5 ]       |
| 염윤아 | 4월 23일 | 청주 KB 스타즈         | 부천 KEB하나은행       | [ 5 ]       |
| 이경은 | 4월 23일 | 인천 신한은행 에스버드 | 구리 KDB생명 위너스    | [ 5 ]       |
| 박태은 | 4월 27일 | 아산 우리은행 위비     | 아산 우리은행 위비     | [ 6 ]       |

### 보상선수
| 보상 선수 | 보상 지명 구단         | FA 영입 구단     | FA 영입 선수 | 참고  |
| --------- | ---------------------- | ---------------- | ------------ | ----- |
| 김보미    | 부천 KEB하나은행       | 청주 KB 스타즈   | 염윤아       | [ 7 ] |
| 이하은    | 용인 삼성생명 블루밍스 | 부천 KEB하나은행 | 고아라       | [ 8 ] |

### 트레이드
| 시즌 전  | 시즌 전                           | 시즌 전                           | 시즌 전 |
| -------- | --------------------------------- | --------------------------------- | ------- |
| 4월 30일 | 부천 KEB하나은행행 - 이하은       | 용인 삼성생명 블루밍스행 - 김보미 | [ 9 ]   |
| 7월 24일 | 구리 KDB생명 위너스행 - 정선화    | 부천 KEB하나은행행 - 이정현       | [ 11 ]  |
| 시즌 중  |                                   |                                   |         |
| 1월 24일 | 용인 삼성생명 블루밍스행 - 박혜미 | 인천 신한은행 에스버드행 - 강계리 | [ 12 ]  |

### 복귀
| 선수     | 마지막 시즌 및 소속팀       |
| -------- | --------------------------- |
| 김소니아 | 2013-14, 춘천 우리은행 한새 |
| 김수연   | 2016-17, 청주 KB 스타즈     |

### 웨이버
| 선수   | 새 소속팀            | 이전 소속팀            | 참고 |
| ------ | -------------------- | ---------------------- | ---- |
| 김희진 | 수원 OK저축은행 읏샷 | 청주 KB 스타즈         |      |
| 박다정 | 아산 우리은행 위비   | 용인 삼성생명 블루밍스 |      |
| 박유진 | 빈칸                 | 청주 KB 스타즈         |      |
| 박진희 | 빈칸                 | 청주 KB 스타즈         |      |

### 임의탈퇴
| 선수   | 이전 소속팀            | 참고 |
| ------ | ---------------------- | ---- |
| 김시온 | 구리 KDB생명 위너스    |      |
| 박태은 | 아산 우리은행 위비     |      |
| 엄다영 | 아산 우리은행 위비     |      |
| 홍보람 | 아산 우리은행 위비     |      |
| 이은지 | 인천 신한은행 에스버드 |      |

## 정규리그
정규리그는 2018년 11월 3일 개막하였으며, 2019년 3월 10일까지 진행되었다. 청주 KB 스타즈가 2006년 여름리그 이후 13년 만에 정규리그 우승을 차지하였다.
| 순위 | 팀                     | 경기 | 승 | 패 | 승차 | 통과          |
| ---- | ---------------------- | ---- | -- | -- | ---- | ------------- |
| 1    | 청주 KB 스타즈         | 35   | 28 | 7  | —    | 챔피언 결정전 |
| 2    | 아산 우리은행 위비     | 35   | 27 | 8  | 1    | 플레이오프    |
| 3    | 용인 삼성생명 블루밍스 | 35   | 19 | 16 | 9    | 플레이오프    |
| 4    | 수원 OK저축은행 읏샷   | 35   | 13 | 22 | 15   |               |
| 5    | 부천 KEB하나은행       | 35   | 12 | 23 | 16   |               |
| 6    | 인천 신한은행 에스버드 | 35   | 6  | 29 | 22   |               |

## 포스트시즌
2019년 3월 14일 플레이오프가 시작되며 2019년 3월 21일 챔피언 결정전이 시작된다.

### 대진표
|  | 플레이오프 | 플레이오프             | 플레이오프 |  |  | 챔피언 결정전 | 챔피언 결정전          | 챔피언 결정전 |  |
|  |            |                        |            |  |  |               |                        |               |  |
|  | 2          | 아산 우리은행 위비     | 1          |  |  |               |                        |               |  |
|  | 3          | 용인 삼성생명 블루밍스 | 2          |  |  | 1             | 청주 KB 스타즈         | 3             |  |
|  |            |                        |            |  |  | 3             | 용인 삼성생명 블루밍스 | 0             |  |

### 플레이오프
| 2019년 3월 14일 19:00 |

| 기록 |

| 아산 우리은행 위비 90, 용인 삼성생명 블루밍스 81           |  |  |  |                                                   |
| 쿼터 별 점수: 24-21, 16-27, 24-17, 26-16                   |  |  |  |                                                   |
| 득점: 박혜진, 빌링스 21 리바운드: 빌링스 14 도움: 임영희 7 |  |  |  | 득점: 김한별 28 리바운드: 하킨스 9 도움: 배혜윤 7 |

| 2019년 3월 16일 17:00 |

| 기록 |

| 용인 삼성생명 블루밍스 82, 아산 우리은행 위비 80   |  |  |  |                                                             |
| 쿼터 별 점수: 22-18, 27-21, 13-21, 20-20           |  |  |  |                                                             |
| 득점: 김한별 27 리바운드: 하킨스 10 도움: 배혜윤 6 |  |  |  | 득점: 빌링스 24 리바운드: 김소니아, 빌링스 7 도움: 빌링스 5 |

| 2019년 3월 18일 19:00 |

| 기록 |

| 아산 우리은행 위비 68, 용인 삼성생명 블루밍스 75                  |  |  |  |                                                    |
| 쿼터 별 점수: 21-14, 19-19, 7-22, 21-20                           |  |  |  |                                                    |
| 득점: 빌링스 23 리바운드: 김정은, 빌링스 8 도움: 박혜진, 임영희 4 |  |  |  | 득점: 김한별 21 리바운드: 박하나 9 도움: 김한별 10 |

| 2018년 11월 19일 |

|  |

| 용인 삼성생명 블루밍스 44, 아산 우리은행 위비 71 |

| 용인실내체육관 |

| 2018년 12월 7일 |

|  |

| 아산 우리은행 위비 57, 용인 삼성생명 블루밍스 65 |

| 이순신빙상장실내체육관 |

| 2018년 12월 21일 |

|  |

| 용인 삼성생명 블루밍스 52, 아산 우리은행 위비 78 |

| 용인실내체육관 |

| 2018년 12월 31일 |

|  |

| 아산 우리은행 위비 66, 용인 삼성생명 블루밍스 58 |

| 이순신빙상장실내체육관 |

| 2019년 1월 25일 |

|  |

| 용인 삼성생명 블루밍스 84, 아산 우리은행 위비 77 |

| 용인실내체육관 |

| 2019년 2월 13일 |

|  |

| 아산 우리은행 위비 76, 용인 삼성생명 블루밍스 71 |

| 이순신빙상장실내체육관 |

| 2019년 3월 4일 |

|  |

| 용인 삼성생명 블루밍스 62, 아산 우리은행 위비 83 |

| 용인실내체육관 |

| 2001 |

|  |

| 용인 삼성생명 블루밍스 3, 아산 우리은행 위비 1 |

| 2001 겨울리그 챔피언 결정전 |

| 2003 |

|  |

| 아산 우리은행 위비 3, 용인 삼성생명 블루밍스 1 |

| 2003 겨울리그 챔피언 결정전 |

| 2003 |

|  |

| 아산 우리은행 위비 3, 용인 삼성생명 블루밍스 1 |

| 2003 여름리그 챔피언 결정전 |

| 2004 |

|  |

| 용인 삼성생명 블루밍스 2, 아산 우리은행 위비 0 |

| 2004 겨울리그 플레이오프 |

| 2005 |

|  |

| 아산 우리은행 위비 3, 용인 삼성생명 블루밍스 1 |

| 2005 겨울리그 챔피언 결정전 |

| 2005 |

|  |

| 아산 우리은행 위비 2, 용인 삼성생명 블루밍스 1 |

| 2005 여름리그 플레이오프 |

| 2006 |

|  |

| 용인 삼성생명 블루밍스 2, 아산 우리은행 위비 0 |

| 2006 여름리그 플레이오프 |

| 2007 |

|  |

| 용인 삼성생명 블루밍스 2, 아산 우리은행 위비 1 |

| 2007 겨울리그 플레이오프 |

| 2013 |

|  |

| 아산 우리은행 위비 3, 용인 삼성생명 블루밍스 0 |

| 2013 챔피언 결정전 |

| 2017 |

|  |

| 아산 우리은행 위비 3, 용인 삼성생명 블루밍스 0 |

| 2017 챔피언 결정전 |

### 챔피언 결정전
| 2019년 3월 21일 19:00 |

| 기록 |

| 청주 KB 스타즈 97, 용인 삼성생명 블루밍스 75                     |  |  |  |                                                    |
| 쿼터 별 점수: 29-22, 23-20, 19-22, 26-11                         |  |  |  |                                                    |
| 득점: 박지수, 쏜튼 26 리바운드: 박지수 13 도움: 강아정, 염윤아 6 |  |  |  | 득점: 하킨스 26 리바운드: 하킨스 8 도움: 김한별 12 |
| KB 스타즈 1-0 우위                                               |  |  |  |                                                    |

| 2019년 3월 23일 17:00 |

| 기록 |

| 청주 KB 스타즈 73, 용인 삼성생명 블루밍스 51             |  |  |  |                                                           |
| 쿼터 별 점수: 16-9, 16-24, 24-16, 17-2                   |  |  |  |                                                           |
| 득점: 쏜튼 27 리바운드: 박지수 10 도움: 강아정, 박지수 6 |  |  |  | 득점: 김보미 14 리바운드: 김한별 9 도움: 배혜윤, 김한별 6 |
| KB 스타즈 2-0 우위                                       |  |  |  |                                                           |

| 2019년 3월 25일 19:00 |

| 기록 |

| 용인 삼성생명 블루밍스 64, 청주 KB 스타즈 73                         |  |  |  |                                                |
| 쿼터 별 점수: 21-18, 16-14, 15-24, 12-17                             |  |  |  |                                                |
| 득점: 김한별 28 리바운드: 김한별 10 도움: 김한별, 박하나 6           |  |  |  | 득점: 쏜튼 26 리바운드: 쏜튼 14 도움: 염윤아 5 |
| KB 스타즈 3-0 시리즈 승리 챔피언 결정전 MVP: 박지수 (청주 KB 스타즈) |  |  |  |                                                |

## 수상

### 정규리그 시상
정규리그 시상식은 플레이오프 미디이데이와 같은 날 개최되며, 국내 선수를 대상으로 하는 통계에 의한 부문과 기자단 투표에 의한 투표에 의한 부문으로 나뉘어 시상이 진행된다.

#### 통계의 의한 부문
| 부문                | 선수   | 팀                     | 기록   |
| ------------------- | ------ | ---------------------- | ------ |
| 득점상              | 김단비 | 인천 신한은행 에스버드 | 15.32  |
| 3점 득점상          | 강이슬 | 부천 KEB하나은행       | 77개   |
| 3점 야투상          | 강이슬 | 부천 KEB하나은행       | 37.6%  |
| 2점 야투상          | 최은실 | 아산 우리은행 위비     | 56.4%  |
| 자유투상            | 박하나 | 용인 삼성생명 블루밍스 | 86.3%  |
| 리바운드상          | 박지수 | 청주 KB 스타즈         | 12.11  |
| 어시스트상          | 안혜지 | 수원 OK저축은행 읏샷   | 6.37   |
| 스틸상              | 김한별 | 용인 삼성생명 블루밍스 | 2.00   |
| 블록상              | 박지수 | 청주 KB 스타즈         | 1.74   |
| 윤덕주상 최고공헌도 | 박지수 | 청주 KB 스타즈         | 1119.7 |

#### 투표에 의한 부문
| 상             | 수상자                        | 후보                                                         |
| -------------- | ----------------------------- | ------------------------------------------------------------ |
| 최우수선수상   | 박지수 (청주 KB 스타즈)       | 박혜진 (아산 우리은행 위비), 염윤아 (청주 KB 스타즈)         |
| 기량발전상     | 안혜지 (수원 OK저축은행 읏샷) | 김민정 (청주 KB 스타즈), 이주연 (용인 삼성생명 블루밍스)     |
| 우수수비선수상 | 박지수 (청주 KB 스타즈)       | 파커 (부천 KEB하나은행), 염윤아 (청주 KB 스타즈)             |
| 신인선수상     | 박지현 (아산 우리은행 위비)   | 이소희 (수원 OK저축은행 읏샷)                                |
| 식스우먼상     | 김소니아 (아산 우리은행 위비) | 이주연 (용인 삼성생명 블루밍스), 진안 (수원 OK저축은행 읏샷) |
| 외국인선수상   | 쏜튼 (청주 KB 스타즈)         | 단타스 (수원 OK저축은행 읏샷), 파커 (부천 KEB하나은행)       |
| 지도상         | 안덕수 (청주 KB 스타즈)       | 위성우 (아산 우리은행 위비), 정상일 (수원 OK저축은행 읏샷)   |
| 모범선수상     | 임영희 (아산 우리은행 위비)   |                                                              |
| 특별상         | 임영희 (아산 우리은행 위비)   |                                                              |
| 최우수심판상   | 김민석                        |                                                              |

- WKBL 베스트 5:
  - G 박하나, 용인 삼성생명 블루밍스
  - G 박혜진, 아산 우리은행 위비
  - F 김정은, 아산 우리은행 위비
  - F 쏜튼, 청주 KB 스타즈
  - C 박지수, 청주 KB 스타즈

### 라운드별 MVP, MIP
라운드별 MVP와 MIP는 기자단 투표에 의해 시상이 진행된다.
| 라운드  | MVP                             | MIP                             | 참고   |
| ------- | ------------------------------- | ------------------------------- | ------ |
| 1라운드 | 박지수 (청주 KB 스타즈)         | 윤예빈 (용인 삼성생명 블루밍스) | [ 13 ] |
| 2라운드 | 박혜진 (아산 우리은행 위비)     | 김민정 (청주 KB 스타즈)         | [ 14 ] |
| 3라운드 | 박혜진 (아산 우리은행 위비)     | 안혜지 (수원 OK저축은행 읏샷)   | [ 15 ] |
| 4라운드 | 박지수 (청주 KB 스타즈)         | 신지현 (부천 KEB하나은행)       | [ 16 ] |
| 5라운드 | 쏜튼 (청주 KB 스타즈)           | 이주연 (용인 삼성생명 블루밍스) | [ 17 ] |
| 6라운드 | 배혜윤 (용인 삼성생명 블루밍스) | 한엄지 (인천 신한은행 에스버드) | [ 18 ] |
| 7라운드 | 강이슬 (부천 KEB하나은행)       | 진안 (수원 OK저축은행 읏샷)     | [ 19 ] |

## 비고
1. ↑  복귀 후 트레이드.[10]
2. ↑  복귀 시 소유권 갖게 됨.
3. ↑  2018년 12월 13일 임의탈퇴. 복귀 시 소유권 갖게 됨.